# 1167 w polityce

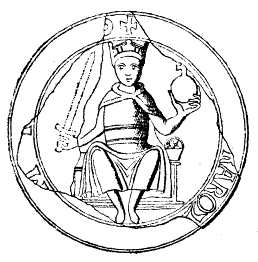
Karol Sverkersson

Wydarzenia polityczne w 1167 roku.

## Wydarzenia
- Powstała Liga Lombardzka[1].
- Bogusław I uznał zwierzchnictwo Henryka Lwa[2].
- 8 lipca - bitwa pod Sirmium: wojska Cesarstwa Bizantyńskiego dowodzone przez Andronika Kontostefanosa pokonały Węgrów[3].

## Zmarli
- 12 kwietnia Karol Sverkersson, król Szwecji[4].